# Davide Bechini
Davide Bechini (Monsummano Terme, 31 dicembre 1962) è un attore italiano.

## Biografia
Debuttò nel 1989 con Storia di ragazzi e di ragazze e nel corso degli anni novanta ha lavorato sia nel cinema che in molte serie televisive.

## Filmografia

### Cinema
- Storia di ragazzi e di ragazze, regia di Pupi Avati (1989)
- Concertino , regia di Marco S. Puccioni e Guido Santi - cortometraggio (1990)
- Barocco, regia di Claudio Sestieri (1991)
- Nessuno, regia di Francesco Calogero (1992)
- I divertimenti della vita privata, regia di Cristina Comencini (1992)
- Il mostro, regia di Roberto Benigni (1994)
- Ivo il tardivo, regia di Alessandro Benvenuti (1995)
- Il cielo è sempre più blu , regia di Antonello Grimaldi (1996)
- Albergo Roma, regia di Ugo Chiti (1996)
- In barca a vela contromano, regia di Stefano Reali (1997)
- Donne in bianco, regia di Tonino Pulci (1998)
- Giorni, regia di Laura Muscardin (2001)
- Tutti a bordo, regia di Luca Miniero (2022)

### Serie televisive
- Il piccolo popolo (1990)
- C'est quoi ce petit boulot? (1991)
- Non siamo soli (1992)
- Delitti privati - miniserie TV (1993)
- Tre passi nel delitto (1993)
- Donna - miniserie TV (1996)
- Una farfalla nel cuore (1999)
- Il mistero del cortile (1999)
- Don Matteo - serie TV (2000)
- Maria José - L'ultima regina - miniserie TV (2002)
- Romanzo famigliare - serie TV (2018)
- La guerra è finita - miniserie TV (2020)